# Xenomusa rubra
Xenomusa rubra là một loài bướm đêm trong họ Geometridae.